# Gentoo Linux
Gentoo Linux（发音为/ˈdʒɛntuː/）是一種Linux操作系统，基于Portage包管理系统，而擁有幾乎無限制的適應性特性，被官方稱作元发行版（meta-distribution），支持多達10種以上的電腦系統結構平台。此项目和它的产品以巴布亚企鵝命名。Gentoo包管理系统的设计是模块化、可移植、易维护、灵活以及针对用户机器优化的。软件包从源代码构建，这延续了ports的传统。但是为了方便，也提供一些大型软件包在多种架构的预编译二进制文件，用户亦可自建或使用第三方二进制包镜像来直接安装二进制包。

## 描述
Gentoo Linux意味着选择，允许用户自由的选择是Gentoo最大的特色。前首席设计师Daniel Robbins提到，“设计的基本出发点让我们和其他用户随意使用，没有限制。”
如同其他有影响力的发行版本一样，Gentoo Linux提供了自己的有特色的软件管理工具——Portage。Portage受到FreeBSD的Ports影响很大。

### 优点
与大多数GNU/Linux发行版本不同，Gentoo Linux为用户提供了大量的应用程序源代码。Gentoo Linux的每一部分都可以在最终用户的系统上重新编译建造，甚至包括最基本的系统库和编译器自身。
通过依赖关系描述和源代码镜像的形式提供软件，Gentoo Linux提供了大量软件供用户选择。
标准的源代码镜像包括162G(2012年8月14日,镜像中distfiles目录)的数据。
选择不仅在软件整体方面，也存在于软件的内部。由于可以在本地编译软件，参数和变量的选择可以由用户自己指定。
指定参数的优势不仅在于用户了解了设置，更多是增加了针对硬件进行性能提升的余地。
而且用户可以使用自己喜欢的补丁或插件对软件功能进行调整，比如当前的Gentoo Linux内核发布包括15种。
由于系统及应用软件的安装方法差异显著，Gentoo Linux社区对安装内容的探讨相当深入。即便不使用
Gentoo Linux的用户也可以通过了解参数选择明白软件内部的设定。应用软件的配置设定都记录在ebuild文件中，由ebuild、emerge命令管理。

### 局限
安裝Gentoo Linux對計算機系統的效能也有較高的要求，包括CPU和記憶體，不过随着计算机产业的快速发展，即使中低端PC和笔记本也能较为快速地完成编译。當然這不意味着Gentoo Linux不能使用在低配置設備上，只是用戶將會在安裝相同的环境時会付出更多時間，或者使用另一台主机上预编译好的软件包（BINHOST方式）。所以，对于低配置的用户，软件包的挑选尤为重要。
Gentoo Linux讓用戶自行設定和編譯軟件包的特性，使用戶的Gentoo Linux系統具有高度可塑性，但相比起其他常見的Linux發行版，Gentoo Linux的用戶也需要對Linux系統和電腦的運作有一定的認識，才能對其系統作出合適的設定。

## 软件包管理
gentoo的包管理工具称为portage。emerge是portage的字符UI界面管理工具，图形界面工具还有portato，porthole，kuroo，himerge等。

### ebuild
ebuild是Portage套件管理程式的根本。它是一個純文本檔案，而每一個ebuild都會對應一個套件（软件包）。ebuild會告訴portage要下載的檔案、該套件可執行的平台、如何編譯它、它所依賴的ebuild和一些修補代碼的patch。Portage內有一個ebuild大集合，稱為Portage tree，是gentoo網站所提供的ebuild。它包含了大部份常用的套件，並會不時更新。如果要使用的套件不在其內，也可以手動加入。

### USE标志
全局USE标志的设置位于Gentoo系统的/etc/portage/make.conf中，作用是使得emerge在处理依赖关系的时候可以做到不安装不需要的软件包（例如安装Gnome的用户没有必要因为一个软件包的依赖关系而安装KDE与Qt），而安装指定的软件包（同样以Gnome举例，Gnome的用户基本上都会安装GTK+），把系统的设置专注化。

### 常用包管理命令
1. 同步portage：emerge --sync 或 emerge-webrsync
2. 升级所有的软件包：emerge -uDN @world
3. 重编译所有的软件包：emerge -e @world

## 版本
Gentoo Linux的首個版本發行於2002年，並每隔約半年發行新版本。由2008年9月22日起，Gentoo Linux改為採用滾動更新。Gentoo Linux的更新頻密度可達到每週皆提供更新版。Gentoo Linux的現有用家可通過網絡把現用的版本更新到最新版。為便利新用家或現有用戶在電腦進行新的安裝，Gentoo Linux仍會每隔一至兩年不定期推出DVD版本，用家可下載後自行燒錄光碟進行安裝工作。需要注意的是，现行的Gentoo Linux minimal CD 已支持主流的UEFI启动模式，包括SystemRescueCd和Gentoo Live CD。
| 版本                                             | 日期                                                                |
| ------------------------------------------------ | ------------------------------------------------------------------- |
| 1.0                                              | 2002年3月31日                                                       |
| 1.1a                                             | 2002年4月4日                                                        |
| 1.2                                              | 2002年6月5日                                                        |
| 1.4                                              | 2003年8月5日                                                        |
| 2004.0                                           | 2004年3月31日                                                       |
| 2004.1                                           | 2004年4月28日                                                       |
| 2004.2                                           | 2004年7月26日                                                       |
| 2004.3                                           | 2004年11月15日                                                      |
| 2005.0                                           | 2005年3月28日                                                       |
| 2005.1                                           | 2005年8月15日                                                       |
| 2006.0                                           | 2006年2月27日                                                       |
| 2006.1                                           | 2006年8月31日                                                       |
| 2007.0                                           | 2007年5月8日                                                        |
| 2008.0                                           | 2008年7月6日                                                        |
| 建立Weekly Build机制，每年定期发布的新版本被取消 | 2008年9月22日                                                       |
| 10.0                                             | 2009年10月4日（Gentoo Linux 10周年特别纪念liveDVD）                 |
| 10.1                                             | 2009年10月10日（修复了bug的特别liveDVD）                            |
| 11.2                                             | 2011年8月7日（为了庆祝开发者和使用者之间协作的LiveDVD）             |
| 12.0                                             | 2012年1月2日                                                        |
| 12.1                                             | 2012年4月1日（包含一个“Install Wizard/图形化安装界面”的愚人节玩笑） |
| 20121221                                         | 2012年12月21日（LiveDVD-End of World/世界末日版）                   |
| 13.0                                             | 2013年2月10日                                                       |
| 20140826                                         | 2014年8月26日 （LiveDVD-Iron Penguin Edition/鐵企鵝版 ）            |
| 20160514                                         | 2016年5月14日 (LiveDVD-精选版)                                      |
| 20160704                                         | 2016年7月4日 (LiveDVD-精选版)                                       |
| 17.0                                             | 2017年11月30日（C++14与PIE成为默认值）                              |
| 17.1                                             | 2017年12月26日                                                      |
| 17.1                                             | 2023年3月22日（合并/usr成为默认值）                                 |

## IRC
简体中文：
- Libera Chat 上的 #gentoo-zh

正體中文：
- Libera Chat 上的 #gentoo-tw

其他channel可以參考Gentoo Linux官方网站的（页面存档备份，存于）頁面。